# Tatai Tibor
Tatai Tibor (Pöse, 1944. augusztus 4. –) olimpiai bajnok magyar kenus, edző.

## Pályafutása
Gyermekkorát Pösén és Szentendrén töltötte. Szerszámkészítő édesapját 1954 decemberében koholt vádak alapján elvitte az ÁVH, ezt követően édesanyja nevelte. Később édesapja szabadult az ÁVH fogságából.
16 évesen kezdett kenuzni a Budapesti Előre, illetve a BKV Előre színeiben Cs. Szabó László hatására. 1968-tól 1972-ig négyszer szerepelt a magyar válogatottban. Az 1968. évi nyári olimpiai játékokon kenu egyes 1000 méteren olimpiai bajnoki címet szerzett. Tatai két nappal a verseny előtt "szétlövéssel" tudta megszerezni az indulás jogát Wichmann Tamással szemben. 1969-ben az Európa-bajnokságon bronzérmes volt. Szintén kenu egyes 1000 méteren az 1970. évi koppenhágai világbajnokságon arany-, az 1971. évi belgrádi világbajnokságon ezüstérmes lett.
Az aktív sportolást korán, már 1972-ben befejezte tekintettel arra, hogy 1971-es világbajnoki ezüstérmét a média erős kudarcként értékelte, sűrű támadásoknak vetette alá és a módszertani kabinet a sportolótól idegen, sűrű csapásszámú technikát igyekezett ráerőltetni az olimpiai-és világbajnok kenusra.
A Testnevelési Főiskolán 1969-ben edzői, 1986-ban szakedzői oklevelet szerzett. Visszavonulása után Olaszországban keresett állást, ám az onnan kapott ajánlatra a szakági szövetség központi pártnyomásra a tudta nélkül mást küldött ki a neki megajánlott állásra, így Tatai jobb híján a BKV Előre trénere lett. Később Kínában lett szaktanácsadó, majd 1990-től 1995-ig a spanyol kenuválogatott edzője volt. Hazatérése után ismét a BKV Előre edzője lett. Tanítványa volt Novák Ferenc olimpiai bajnok.

## Edzőként
Edzőként legnagyobb sikere, hogy a későbbi olimpiai-és világbajnok Novák Ferenc 1982 és 1988 között az ő tanítványa volt.

## Sporteredményei
- olimpiai bajnok (1968)
- világbajnok (1970)
- világbajnoki 2. helyezett (1971)
- Európa-bajnoki 3. helyezett (1969)
- háromszoros magyar bajnok

## Díjai, elismerései
- Az év magyar kenusa (1970)
- Pest Megyéért Emlékérem (2008)
- A kajak-kenu szövetség arany érdemérme (2011)
- A magyar kajak-kenu sport örökös bajnoka